# 11. brigada (TO RS)
11. brigada je bila brigada Teritorialne obrambe SR Slovenije, ki je delovala na področju Zgornjega Posočja.

## Zgodovina
Brigada je bila ustanovljena leta 1975 z reorganizacijo Severno primorskega odreda in bila ukinjena leta 1986, ko so bile ukinjene vse brigade teritorialne obrambe.

## Organizacija
1980
- štab
- prištabne enote
- 1. bataljon
- 2. bataljon
- 3. bataljon

## Poveljstvo
Poveljniki
- polkovnik Slavko Konavec: 1975 - 1976[1]
- major Marjan Rozman: 1976 - 1982[1]
- major Ernest Štendler: 1982 - 1986[3]